# Daniel Melki
Daniel Melki, född 30 augusti 1982 i Stockholm, är en svensk fotbollsspelare som numera arbetar som tränare. Han har tidigare spelat i olika Stockholmsklubbar i Division 1 och Division 2 samt tidigare varit tränare för Södertälje FK, Rotebro IS och AIK. Melki är också dubbel svenskmästare i Futsalgrenen Panna i singelklassen under åren 2008 och 2009.

## Spelarkarriär

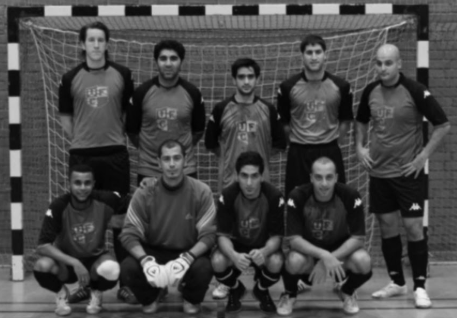
Sveriges första futsallag Ulricehamn Futsal Club som senare blev Stockholm Futsal Club. Daniel Melki som fjärde på övre raden.

Melki är fostrad i Spångaklubben Bromstens IK och började spela där som 8-åring, tidigt visade han kvalitéer i man mot man-spelet och fick i och med det kliva upp i klubbens A-lag redan som 15-åring 1997. Tre år senare lämnade han moderklubben för Värtans IK där han stannade i fyra säsonger tills han bytte till Division 2 klubben Vallentuna BK och fick under den säsongen spela tillsammans med den tidigare Djurgårdsspelaren Amadou Jawo.
Säsongen efter så blev det Täby Kyrkby-klubben IK Frej tills han blev erbjuden ett kontrakt av Division 1 satsande Gröndals IK och stannade där tills han började trappa ner den aktiva karriären med spel i lägre divisioner bland annat som spelande tränare i Rotebro IS i Division 2. 

## Tränaruppdrag
Melkis första tränaruppdrag var som akademitränare för pojkar födda 95-96 i Solnaklubben AIK 2010-11. Innan det ett par år senare närmare bestämt 2013 bar iväg till Rotebro IS för sitt första tränaruppdrag i seniorfotbollen. Där stannande han endast en säsong innan han blev kontaktad av Assyriska FF för att leda deras tipselitlag till framgång under en säsong.
Säsongen 2015 var Melki huvudtränare för Stockholmsbaserade Vasalunds IF i deras U19 lag I slutet på 2015 fick han möjligheten att bli ungdomsutvecklare i sin tidigare klubb IK Frej Täby och innehöll den posten till juni 2018.
Under sommaruppehållet säsongen 2018 meddelade Södertälje FK i Division 2 att Melki blivit ny huvudtränare för klubben.
Under hösten 2018 med Södertälje så blev det 5 vinster, 2 oavgjorda och 2 förluster på 9 matcher med en av Sveriges yngsta trupper. I september 2018 lämnade Melki klubben och jobbade civilt tills nästa uppdrag. Under sommaren 2019 skrev han på för Vallentuna BK som då befann sig i bottenskiktet i Division 3 Norra Svealand och tog dem från nedflyttningsplats till en säkrad plats i Division 3 Norra Svealand säsongen 2020.
Under sommaren 2024 så fick Melki en roll i Djurgårdens IF där han blev ansvarig för 5-12 åringar.